# Елейне Гаффман
Елейна Гаффман (англ. Alaina Huffman), при народженні Каландж (англ. Alaina Kalanj). (17 квітня 1980, Ванкувер) — канадська акторка, модель та продюсерска. Відома за роллю Тамари Йогансен в телесеріалі Зоряна брама: Всесвіт.

## Біографія
Народилася у Ванкувері, Британська Колумбія, Канада. Крім того, жила недалеко від Оттави, де вчилася в Goulbourn Middle School. У 13-річному віці Гаффман прийшла на перший кастинг. Попри конкуренцію, отримала головну роль.
Коли її батько переїхав в Даллас, Гаффман отримала можливість жити в США і вступити до коледжу. Врешті переїхала в Лос-Анджелес, де стала зніматися ще частіше.
Одружена з Джоном Генрі Гаффманом-четвертим з 31 грудня 2003 року. В шлюбі народила четверо дітей: син Елайджа (30.05.2004), дочки Ганна (24.05.2006) і Чарлі Джейн (08.12.2009) і син Лінкольн Джуліус (15.12.2011).

## Фільмографія
| Год       | Фильм                          | Роль                      |
| --------- | ------------------------------ | ------------------------- |
| 2001      | Indefinitely                   | Черрі                     |
| 2001      | Маятник                        | Террі Вайсс               |
| 2002      | Бухта Доусона                  | Ріна                      |
| 2002      | Шахраї                         | Спа-ресепшен              |
| 2003      | Screen Door Jesus              | Шарон                     |
| 2003      | Still                          | Мері                      |
| 2003      | Quiet Desperation              | Гелен Калловей            |
| 2003      | Поклик Тру                     | Пейдж Саундерс            |
| 2003      | Чужа сім'я                     | Іветта                    |
| 2004      | Night Dawn Day                 | Жінка                     |
| 2004      | With It                        | Дівчинка з мафії          |
| 2004      | Ціна ризику                    | Лорі Сіммс                |
| 2004      | Медичне розслідування          | Естелла                   |
| 2005      | Standing Still                 | Марія                     |
| 2006      | Dog Lover’s Symphony           | Сьюзен                    |
| 2007      | Міцний горішок Джейн           | Морін Бауерс              |
| 2007      | Морська поліція: Спецвідділ    | Дана Арнетт               |
| 2007      | Таємниці Смолвіля              | Діна Ленс / Чорна канарка |
| 2008      | Джек Хантер                    | Лена Галстром             |
| 2008      | C.S.I.: Місце злочину Нью-Йорк | Лорі Вінстон              |
| 2008      | C.S.I.: Місце злочину Маямі    | Кассандра Грей            |
| 2008      | Американська казка             | Знаменитость #1           |
| 2009      | Broken August                  | Королева Августа          |
| 2009      | Lushes                         | Шарліз Терон              |
| 2009      | Зоряні ворота: Всесвіт         | Тамара Йогансен           |
| 2013-2014 | Надприродне                    | Джозі Сандс, Абаддон      |